# 1449年
| 千纪： | 2千纪 |
| 世纪： | 14世纪 \| 15世纪 \| 16世纪                                                                                 |
| 年代： | 1410年代 \| 1420年代 \| 1430年代 \| 1440年代 \| 1450年代 \| 1460年代 \| 1470年代                           |
| 年份： | 1444年 \| 1445年 \| 1446年 \| 1447年 \| 1448年 \| 1449年 \| 1450年 \| 1451年 \| 1452年 \| 1453年 \| 1454年 |
| 纪年： | 己巳年（蛇年）；明正统十四年；陈鉴胡泰定二年；黄萧养东阳元年；越南大和七年；日本文安六年，寶德元年         |

## 大事记
- 中国
  - 正统十三年十二月，也先和諸蒙古首領遣使向明朝貢馬，虛報人數以冒領明廷賞物，司禮監王振核實使者人數後叫禮部按實際人數發給賞賜，又將貢馬削價五分之四，僅付給索求諸物的五分之一。
  - 七月，瓦剌首領也先以明朝侮辱貢使、削減馬價、拒絕聯姻為由，率四路大軍南下，前鋒直指大同，爆發大同之戰，明軍幾經接戰，前線敗報頻傳，太監王振力主明英宗御駕親征。
  - 8月31日——土木堡之变。
  - 9月12日——明朝午門血案。
  - 10月11日——明朝兵部尚書于謙領導抵抗蒙古瓦剌首領也先所率攻打北京的京師保衛戰爆發。
  - 10月17日——明朝獲得京師保衛戰的勝利。隨後，瓦剌繼續在大同、代州、朔州、雁門關、寧夏等地騷擾明朝，最後請和。
- 日本
  - 足利義政就任日本室町幕府第八代征夷大將軍。
- 帖木兒帝國
  - 兀魯伯的長子巴里黑總督阿不都·剌迪甫趁父親遠征呼羅珊時叛亂。俘虜了兀魯伯，並在兀魯伯去麥加朝聖途中派人處死了他。
- 歐洲
  - 葡萄牙國王阿方索五世在阿爾法羅貝拉之戰(Battle of Alfarrobeira)鎮壓他的叔叔科英布拉公爵（英语：Duke of Coimbra）及Peter, Duke of Coimbra（英语：Peter, Duke of Coimbra）發動的叛亂。

## 出生
- 朱见湜，明英宗朱祁镇第三子。
- 洛伦佐·德·美第奇，佛罗伦萨僭主。

## 逝世
- 王振，明朝宦官。
- 10月27日——兀魯伯，帖木兒帝國的蘇丹，帖木兒的孫子，沙哈鲁的長子。